# اللعب بالنار (فلم 2019)
اللعب بالنار (بالإنجليزية: Playing with Fire) هو فيلم كوميدي عائلي تم إنتاجه في الولايات المتحدة وصدر سنة 2019م بطولة جون سينا كيغان مايكل كي.

## القصة
خلال واحدة من مهامهم، ينقذ ثلاثة من رجال الإطفاء ثلاثة أطفال متعجرفين من منزلهم المحترق، وعليهم أن يظلوا تحت رعايتهم، ويمرون معهم بالعديد من المواقف الكوميدية.

## الميزانية والإيرادات
كلف الفيلم 30 مليون دولار وحقق أرباح تقدر بـ 69.4 مليون دولار.

## وصلات خارجية
مقالات تستعمل روابط فنية بلا صلة مع ويكي بيانات